# Hermann Muckermann
Hermann Muckermann (* 30. August 1877 in Bückeburg; † 27. Oktober 1962 in Berlin) war ein deutscher Geistlicher, Biologe, Anthropologe und Rassentheoretiker.

## Leben
Hermann Muckermann entstammte einer römisch-katholischen Familie und war das erste von 12 Kindern von Anna und Hermann Johann Muckermann, einem Schuhmacher in Bückeburg. Neun der hochbegabten Geschwister, fünf Mädchen und vier Jungen, erreichten das Erwachsenenalter. Die Schwestern wurden nach dem Abitur Lehrerinnen. Der jüngste Bruder Ludwig Muckermann wurde Diplomat, dessen nächstälterer Bruder Richard Muckermann Politiker, und Friedrich Muckermann wurde ebenfalls katholischer Priester, Jesuit und Publizist.
Hermann Muckermann besuchte das Gymnasium in Paderborn. 1896 trat er dem Jesuitenorden bei und studierte bis 1906 Theologie, Biologie und Philosophie, unter anderem in den Vereinigten Staaten am College of the Sacred Heart, Wisconsin.
Nach dem Ersten Weltkrieg, den Muckermann als Sekretär des Delegierten des Malteserordens in Frankreich und im Osten miterlebte, konzentrierte er sich auf seine publizistische Tätigkeit. 1926 trat er nach Auseinandersetzungen aus dem Jesuitenorden aus, blieb aber Diözesanpriester und zeitlebens katholischer Geistlicher.
Muckermann war Mitglied der von Alfred Ploetz gegründeten „Deutschen Gesellschaft für Rassenhygiene“ und propagierte die Eugenik als eine „familienfreundliche Wissenschaft“. „Erbgesunde“ sollten seiner Ansicht nach staatlich durch die Eheberatung gefördert werden, „Erbkranke“ dagegen in Anstalten „asyliert“ (isoliert) werden. 1930 war er der Mitbegründer der Zeitschrift Eugenik. Auf Betreiben Muckermanns wurden mehrere Ortsgruppen der „Deutschen Gesellschaft für Rassenhygiene“ in „Gesellschaft für Eugenik“ umbenannt.
Von 1927 bis 1933 war er in Berlin Leiter der Rassenhygienischen Abteilung (Abteilung Eugenik) am Dahlemer Kaiser-Wilhelm-Institut für Anthropologie, wurde jedoch als Exjesuit und Zentrumsmann nach der „Machtergreifung“ der Nationalsozialisten 1933 entlassen. Sein Nachfolger wurde Fritz Lenz.
Nachdem Papst Pius XI. 1930 in der Enzyklika Casti Connubii die Eugenik verurteilt hatte, versicherte Muckermann kirchlichen Autoritäten mehrmals seinen Gehorsam in Bezug auf die Ächtung der Eugenik und Sterilisation. Am 8. Januar 1932 konkretisierte er dies in einem Schreiben an Eugenio Pacelli. Trotzdem stellte er am 2. Juli 1932 in einer Sitzung des Preußischen Landesgesundheitsrates zum Thema „Die Eugenik im Dienste der Volkswohlfahrt“ seinen Entwurf für ein Eugenik-Gesetz vor, womit er einerseits seinen kirchlichen Ungehorsam, andererseits seinen politischen Einfluss demonstrierte. Diese Sitzung kennzeichnete den Schlusspunkt der Weimarer Eugenik-Debatte und setzte ein Gesetzgebungsverfahren in Gang, das am 14. Juli 1933 im Gesetz zur Verhütung erbkranken Nachwuchses seinen Abschluss fand.
Der Entwurf Muckermanns war konsensbildend für die an der Sitzung Beteiligten. Dazu zählten, neben den Rassenhygienikern bzw. Eugenikern Erwin Baur, Agnes Bluhm, Eugen Fischer und eben Muckermann, die Sozialhygieniker Benno Chajes, Hans Harmsen und Scheumann, der Bevölkerungswissenschaftler und Direktor im Statistischen Reichsamt Friedrich Burgdörfer, der katholische Moraltheologe Joseph Mayer, die Psychiater Karl Bonhoeffer, Hübner, Lange, Kurt Pohlisch (ein späterer „Euthanasie“-Gutachter), Emil Sioli, Otmar von Verschuer und die Juristen Ebermayer, Heimberger und Eduard Kohlrausch. Ferner waren Vertreter der Verbände, der Zentralbehörden und des Landtages beteiligt. Auch der NSDAP-Landtagsabgeordnete und spätere Reichsgesundheitsführer Leonardo Conti nahm an dieser Sitzung teil.
Nach seiner Entlassung aus dem Kaiser-Wilhelm-Institut für Anthropologie 1933 war Muckermann bis 1945 Leiter der bischöflichen Forschungsstelle für die Gestaltung von Ehe und Familie. Auch in dieser Position vertrat er die rassistischen Positionen des NS-Regimes; so warnte er beispielsweise 1934 in seinem Grundriß der Rassenkunde vor Ehen mit „Fremdrassigen“: „Man berufe sich nicht auf die Taufe, die aus einem Juden einen Christen macht. Die Taufe ... ändert niemals sein Erbgefüge“.
1936 erhielt er durch die Nationalsozialisten Redeverbot, publizierte aber mit kirchlichem Imprimatur noch bis 1938.
Nach dem Zweiten Weltkrieg übernahm der „nun wieder in Ehren [in den Universitätsbetrieb] zurückgekehrte“ Muckermann 1947 den Aufbau des neuen Berliner Instituts für Anthropologie, das er bis zu seinem Tode leitete. Von 1949 bis 1954 wirkte er als Ordinarius für Anthropologie und Sozialethik an der Technischen Universität und war wissenschaftliches Mitglied der Max-Planck-Gesellschaft. 1952 erhielt er das Große Verdienstkreuz der Bundesrepublik Deutschland. Seit 1953 war er Ehrenmitglied der katholischen Studentenverbindung KStV Askania-Burgundia Berlin im KV. 1957 wurde er Ehrensenator der TU Berlin.

## Kritik

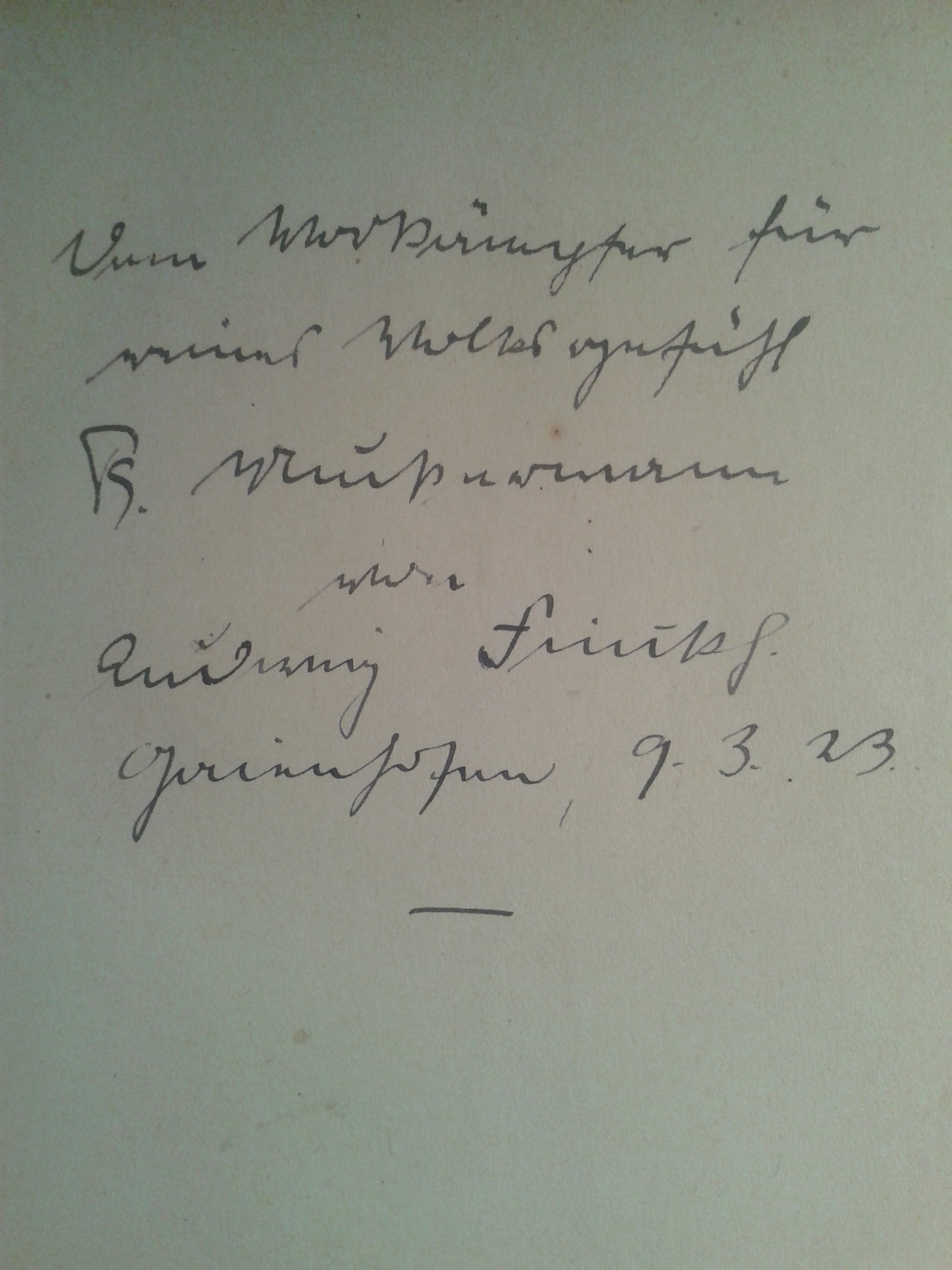
„Dem Vorkämpfer für reines Volksgefühl Dr. Muckermann“. Autorenwidmung in: Ludwig Finckh: Der Ahnengarten, Deutsche Verlags-Anstalt, Stuttgart 1923.

Hermann Muckermann wurde von seinen Fachkollegen anfangs „Halbheiten“ vorgehalten. Politisch-katholische Kreise kritisierten sein Werben für die Eugenik, wie auch das des Theologen Joseph Mayer, als „Menschenzüchtungsrummel“.
Ernst Klee wirft Muckermann aufgrund von Zitaten aus dessen 1946 erschienenem Werk „Die Familie“ vor, er habe nach dem Kriege genau so weitergeschrieben, wie er in den dreißiger Jahren aufgehört habe. Erst 1954 habe er einige seiner Positionen revidiert.

## Schriften (Auswahl)
- Attitude of Catholics towards Darwinism and Evolution. St. Louis/Freiburg: Herder 1906.
- Kind und Volk. Der biologische Wert der Treue zu den Lebensgesetzen beim Aufbau der Familie. Freiburg: Herder 1922.
- Rassenforschung und Volk der Zukunft, Berlin 1928
- Wesen der Eugenik und Aufgaben der Gegenwart, in: Das kommende Geschlecht 5, 1929, S. 1–48
- mit Otmar von Verschuer: Eugenische Eheberatung, Berlin 1931
- Rassenhygiene, in: Staatslexikon, 5. Aufl., Freiburg i. Br. 1931, 4. Bd., Sp. 524–529
- Eugenik und Strafrecht, in: Eugenik 2, 1932, S. 104–109
- Rassenforschung und Volk der Zukunft. Ein Beitrag zur Einführung in die Frage vom biologischen Werden der Menschheit, Berlin 1932
- Volkstum, Staat, Nation, eugenisch gesehen, Essen 1933
- Eugenik und Katholizismus. Dümmler, Berlin/Bonn 1934. (Zugleich Titel seines im Wintersemester 1931/1932 in Berlin-Dahlem gehaltenen Vortrags im Rahmen eines von Günther Just organisierten Vortragszyklus über Eugenik und Weltanschauung[11])
- Zeitenwende. Verlag Germania, Berlin 1937
- Von der Wiederkehr des Welterlösers, Pustet, Regensburg 1937
- Vererbung und Entwicklung, Verlag Ferd. Dümmlers, Berlin 1937 (2. Auflage 1947)
- Kleine Erblehre. Dümmler, Berlin 1938
- Der Sinn der Ehe. Verlag der Bonner Buchgemeinde, Bonn 1938
- Ewiges Gesetz. Bachem, Köln 1946
- Die Familie. Darlegungen für das Volk zur Frage des Wiederaufbaues im Lichte der Lebensgesetze. Dümmler, Bonn 1946
- Das wahre Gesicht der Rassenforschung, in: Deutsche Rundschau, 69. Jg. Heft 3, Juni 1946, S. 205–210
- Das wahre Gesicht der Eugenik, in: Deutsche Rundschau, 69. Jg. Heft 4, Juli 1946, S. 32–36
- Von der Wiederkehr des Welterlösers. Religiöse Darlegungen über die letzten Dinge des Menschen. Wibbelt, Essen 1947
- Feiertag und Feierabend. Ein religiöses Hausbuch im Anschluss an das Kirchenjahr. Herder, Freiburg 1951
- Vom Sein und Sollen des Menschen. Auf Grundlage von Vorlesungen über natur- und geisteswissenschaftliche Anthropologie an der Technischen Universität Berlin-Charlottenburg und an der Freien Universität Berlin-Dahlem. Heenemann, Berlin 1954